# Partido Respeito e Liberdade
O Partido Respeito e Liberdade (em húngaro: Tisztelet és Szabadság Párt, TISZA), também chamado de Partido Tisza, é um partido político húngaro de centro-direita. Ganhou notoriedade quando o então membro do Fidesz, Péter Magyar, se juntou a ele; membros do movimento não partidário de Magyar, o "Erga-te Comunidade Húngara", ocuparam a maioria dos lugares na eleição parlamentar europeia de 2024 e, em 7 de junho de 2024, ganharam sete assentos no Parlamento Europeu.

## Ideologia
O Tisza é um partido de centro-direita membro do Partido Popular Europeu. Descreve um dos seus objetivos como "mostrar que nós, conservadores, democratas cívicos, sociais-democratas e liberais, somos antes de mais nada húngaros".
Ainda que profundamente conservador, Magyar escolheu se filiar ao partido por este procurar atuar como um partido pega-tudo. Magyar falou inúmeras vezes sobre a criação de uma "terceira força política" na Hungria para abolir o "sistema de cooperação nacional", que é usado pelo Fidesz para manter o controle sobre a sociedade em geral. Ele também defendeu a liberdade de expressão depois que vários membros foram demitidos de seus empregos civis após suas aparições públicas em manifestações contra o governo.
Magyar liderou vários protestos contra o que considera o "estado mafioso", sendo a anticorrupção parte fundamental da maioria dos partidos antigoverno como o Tisza. Contudo, o partido descartou a cooperação com a oposição por considerá-la cúmplice do governo. Também propôs desclassificar os documentos secretos dos agentes da era comunista para esclarecer os ganhos de riqueza pessoal durante o rápido período de privatização na década de 1990.
O partido pretende restaurar a ordem de funcionamento do Estado húngaro, juntando-se à Procuradoria Europeia para supervisionar o financiamento da UE à Hungria, que permanece congelado devido a violações ao Estado de direito. Ao tornar o Ministério Público independente, espera recuperar transferências em grande escala de fundos fiscais e ativos nacionais desviados por clientelistas e oligarcas. Pretende também desmantelar o "ministério oculto da propaganda" responsável por desinformação e retirar o controle público sobre a televisão. Com o objetivo de estabelecer uma economia de conhecimento "livre, sustentável e europeia", planeja estabelecer novos ministérios da educação, da saúde e do ambiente como pedra angular da sua agenda. Ao promover a competitividade empresarial local, devolver a autoridade aos governos locais e desenvolver redes de infraestruturas locais, pretende encorajar os húngaros emigrados a regressar e a reinstalar-se no país.
Magyar afirmou que deseja limitar o mandato de primeiro-ministro a um máximo de dois mandatos para evitar abuso de poder. Segundo ele, há uma crise moral, política e econômica na Hungria e os políticos fabricam divisões sociais artificiais para esconder uma cleptocracia massiva. Apesar do apoio financeiro da UE, a Hungria continua a ser o segundo Estado-membro mais pobre. Ainda segundo Magyar, o declínio demográfico deve-se à falta de um ambiente estável e previsível, bem como ao péssimo estado da educação e dos cuidados de saúde, que exigem reformas urgentes.
O Tisza se opõe ao envio de armas ou tropas para apoiar a Ucrânia na guerra Russo-Ucraniana.

## Resultados eleitorais

### Eleições europeias
| Data | Cl. | Votos     | %     | +/− | Deputados | +/− |
| ---- | --- | --------- | ----- | --- | --------- | --- |
| 2024 | 2.º | 1.352.699 | 29,6% |     | 7 / 21    |     |